# Unione Sportiva Brescello 1999-2000
Questa voce raccoglie le informazioni riguardanti l'Unione Sportiva Brescello nelle competizioni ufficiali della stagione 1999-2000.

## Rosa
| N. |                   | Ruolo | Calciatore           |
| -- | ----------------- | ----- | -------------------- |
|    | Italia (bandiera) | C     | Francesco Bertolotti |
|    | Italia (bandiera) | A     | Emanuele Chiaretti   |
|    | Italia (bandiera) | C     | Roberto Corradi      |
|    | Italia (bandiera) | D     | Davide Corti         |
|    | Italia (bandiera) | D     | Rocco Crippa         |
|    | Italia (bandiera) | C     | Daniele De Battisti  |
|    | Italia (bandiera) | D     | Gianluca Francesconi |
|    | Italia (bandiera) | C     | Massimiliano Fusani  |
|    | Italia (bandiera) | D     | Marco Libassi        |
|    | Italia (bandiera) | C     | Sandro Melotti       |
|    | Italia (bandiera) | D     | Enrico Morello       |
|    | Italia (bandiera) | C     | Eugenio Nicoletti    |

| N. |                   | Ruolo | Calciatore          |
| -- | ----------------- | ----- | ------------------- |
|    | Italia (bandiera) | A     | Matteo Pelatti      |
|    | Italia (bandiera) | C     | Filippo Pensalfini  |
|    | Italia (bandiera) | C     | Marco Piccioni      |
|    | Italia (bandiera) | P     | Francesco Rossi     |
|    | Italia (bandiera) | A     | Raffaele Rubino     |
|    | Italia (bandiera) | P     | Andrea Sardini      |
|    | Italia (bandiera) | C     | Antonio Terracciano |
|    | Italia (bandiera) | D     | Daniel Terrera      |
|    | Italia (bandiera) | C     | Davide Torretta     |
|    | Italia (bandiera) | C     | Cristian Trapella   |
|    | Italia (bandiera) | A     | Massimiliano Vieri  |
|    | Italia (bandiera) | A     | Riccardo Zampagna   |

## Risultati

### Serie C1

#### Girone di andata
| 5 settembre 1999 1ª giornata | Varese | 1 – 1 | Brescello |  |

| 12 settembre 1999 2ª giornata | Brescello | 1 – 1 | Como |  |

| 19 settembre 1999 3ª giornata | Cittadella | 2 – 1 | Brescello |  |

| 26 settembre 1999 4ª giornata | Brescello | 2 – 3 | Lumezzane |  |

| 3 ottobre 1999 5ª giornata | Modena | 0 – 1 | Brescello |  |

| 10 ottobre 1999 6ª giornata | Lucchese | 1 – 3 | Brescello |  |

| 17 ottobre 1999 7ª giornata | Brescello | 1 – 0 | Reggiana |  |

| 24 ottobre 1999 8ª giornata | Pisa | 1 – 0 | Brescello |  |

| 7 novembre 1999 9ª giornata | Brescello | 1 – 1 | Cremonese |  |

| 14 novembre 1999 10ª giornata | Siena | 3 – 1 | Brescello |  |

| 21 novembre 1999 11ª giornata | Brescello | 0 – 0 | Livorno |  |

| 28 novembre 1999 12ª giornata | SPAL | 0 – 0 | Brescello |  |

| 5 dicembre 1999 13ª giornata | Brescello | 0 – 0 | Montevarchi |  |

| 12 dicembre 1999 14ª giornata | San Donà | 2 – 0 | Brescello |  |

| 19 dicembre 1999 15ª giornata | Brescello | 1 – 0 | AlbinoLeffe |  |

| 23 dicembre 1999 16ª giornata | Carrarese | 3 – 1 | Brescello |  |

| 6 gennaio 2000 17ª giornata | Brescello | 2 – 3 | Lecco |  |

#### Girone di ritorno
| 9 gennaio 2000 18ª giornata | Brescello | 0 – 2 | Varese |  |

| 15 gennaio 2000 19ª giornata | Como | 1 – 1 | Brescello |  |

| 23 gennaio 2000 20ª giornata | Brescello | 2 – 0 | Cittadella |  |

| 30 gennaio 2000 21ª giornata | Lumezzane | 0 – 1 | Brescello |  |

| 6 febbraio 2000 22ª giornata | Brescello | 1 – 1 | Modena |  |

| 13 febbraio 2000 23ª giornata | Brescello | 1 – 1 | Lucchese |  |

| 27 febbraio 2000 24ª giornata | Reggiana | 0 – 0 | Brescello |  |

| 5 marzo 2000 25ª giornata | Brescello | 1 – 0 | Pisa |  |

| 12 marzo 2000 26ª giornata | Cremonese | 1 – 2 | Brescello |  |

| 19 marzo 2000 27ª giornata | Brescello | 1 – 0 | Siena |  |

| 2 aprile 2000 28ª giornata | Livorno | 0 – 1 | Brescello |  |

| 9 aprile 2000 29ª giornata | Brescello | 0 – 0 | SPAL |  |

| 16 aprile 2000 30ª giornata | Montevarchi | 1 – 1 | Brescello |  |

| 22 aprile 2000 31ª giornata | Brescello | 3 – 1 | San Donà |  |

| 30 aprile 2000 32ª giornata | AlbinoLeffe | 1 – 2 | Brescello |  |

| 7 maggio 2000 33ª giornata | Brescello | 0 – 0 | Carrarese |  |

| 14 maggio 2000 34ª giornata | Lecco | 2 – 2 | Brescello |  |